# Bruce Henderson
Bruce Henderson (ur. 1915 w Nashville, zm. 20 lipca 1992 tamże) – amerykański teoretyk zarządzania, założyciel Boston Consulting Group.

## Życiorys
Był z wykształcenia inżynierem. Pracował w General Electric, a następnie w firmie doradczej Arthur D. Little. Po odejściu z tej firmy w 1963 roku założył spółkę Boston Consulting Group (BCG).
Wraz ze współpracownikami z BCG stworzył: macierz wzrostu/udziału w rynku (zwaną macierzą BCG), pierwszą metodę analizy portfelowej, krzywą doświadczenia. Opracował też koncepcję segmentacji działalności.
Krytykował praktyki amerykańskich przedsiębiorców, zwłaszcza obsesyjne jego zdaniem skupianie się na rentowności inwestycji. Bardzo wcześnie dostrzegł znaczenie kultury organizacyjnej dla prowadzenia działalności gospodarczej, a także zagrożenie dla przedsiębiorczości w Stanach Zjednoczonych ze strony gospodarki japońskiej.

## Publikacje
- Henderson on Corporate Strategy. Harper Collins 1979, ISBN 978-0-89011-526-8.
- Logic of Business Strategy. Harper Collins 1984, ISBN 978-0-88410-983-9.